# The Man from Brodney's
The Man from Brodney's es una película muda de 1923 dirigida por David Smith y protagonizada por J. Warren Kerrigan, Alice Calhoun y Wanda Hawley. Y producida por Vitagraph Company of America.

## Reparto
- J. Warren Kerrigan como Hollingsworth Chase
- Alice Calhoun como la princesa Genevra
- Wanda Hawley como Lady Agnes Deppingham
- Miss DuPont como Mrs. Browne
- Pat O'Malley como Robert Browne
- Kathleen Key como Neenah
- Bertram Grassby como Rasnea

## Estado de conservación
Actualmente la película sobrevive pero con una versión icompleta.